# Estação Carabobo
A Estação Carabobo é uma das estações do Metro de Buenos Aires, situada em Buenos Aires, entre a Estação Puán e a Estação San José de Flores. Faz parte da Linha A.
Foi inaugurada em 23 de dezembro de 2008. Localiza-se no cruzamento da Avenida Rivadavia com a Avenida Boyacá e a Avenida Carabobo. Atende o bairro de Flores.
Em um principio se previa sua inauguração para novembro de 2008. Mas finalmente foi inaugurada junto com a estação Puan no dia 23 de dezembro de 2008, a linha é atualmente um fluxo de passageiros por dia útil de cerca de 216 mil e um total anual de aproximadamente 45 milhões de usuários.
Foi o terminal da linha, até a Estação San Pedrito ocupar seu lugar definitivo.